# 2MASS J04372171+2651014 b
2M0437 b es un planeta extrasolar que orbita la enana roja de la pre-secuencia principal 2MASS J04372171+2651014 a 418 años luz en la constelación de Tauro. Es un Gigante gaseoso, con una masa 4 veces superior a la de Júpiter.

## Estrella
Es una estrella enana roja de baja masa (una masa de 0,15 - 0,18 masas solares) que pertenece a la pre-secuencia principal con una temperatura de 3100 K. Aunque K2 detectó una atenuación cuasiperiódica del polvo circunestelar cercano, la estrella carece de un exceso de emisión infrarroja detectable de un disco circunestelar y su Hα la emisión no es proporcional a la acreción. También hay evidencias de un segundo objeto extremadamente tenue con una separación de (75 ") que posiblemente este ligado a la estrella.

## Descubrimiento
2MASS J0437 b se observó por primera vez en marzo de 2018 en imágenes del Telescopio Subaru. Las observaciones requirieron tres años para confirmar que el objeto observado no se tratase de una estrella de fondo ya que la estrella tiene un movimiento aparente muy lento por el cielo.

## Características
Es un planeta de tipo super-júpiter con una masa de 4 o 5 veces la de Júpiter, a una distancia de 118 UA de su estrella y una edad comprendida entre 2 y 5 millones de años es uno de los planetas más jóvenes descubiertos. Junto con su estrella pertenecen a una región de formación estelar de Tauro de 1 a 5 millones de años. El planeta es de importancia para los astrónomos ya que desafía los modelos de formación de planetas por acreción del núcleo e inestabilidad del disco. Su temperatura efectiva de ~1450 K le da un espectro de tipo espectral L8-9.